# リブースト
リブースト (Reboost) は、人工衛星の高度を上昇させ、大気圏再突入までの時間を増やすプロセスである。
たとえば、国際宇宙ステーション (ISS) は地球低軌道 (LEO) にあって大気抵抗を受けるため、スペースシャトル、プログレス補給船、欧州補給機がドッキングしたときに毎回リブーストを行う。